# سابا غاسبار
سابا غاسبار (بالإسبانية: Csaba Gaspar)‏ هو مبارز بالسيف أرجنتيني، ولد في 27 يوليو 1955.

## وصلات خارجية
- سابا غاسبار على موقع أوليمبيديا (الإنجليزية)